# Mar-Oraha-Kloster
Das Sankt-Oraha-Kloster (syrisch ܕܝܪܐ ܕܡܪܝ ܘܪܐܗܐ) ist ein chaldäisch-katholisches Kloster aus dem 6. Jahrhundert im Nordirak nahe der Stadt Batnaya, das während der moslemischen Herrschaft zerstört wurde.
Das Kloster wird traditionellerweise dem Heiligen Oraha zugeschrieben, der gezwungen wurde, seine Einsiedelei im Berg Alfaf aufgrund einer Dürre aufzugeben, und sich in den Ninive-Ebenen niederließ, wo er sein Kloster während des Patriarchats von Ischoʿyahb I (581–596) aufbaute. Es wurde von Mönchen der Kirche des Ostens besetzt, bis zum Jahre 1719, als es der chaldäisch-katholischen Kirche übergeben wurde. Das Kloster wurde durch die Hände des persischen Gewaltherrschers Schah Nadir während seiner Kampagne in der Region 1743 vollständig zerstört und dessen Mönche massakriert. Im Jahre 1921 wurde es mit Hilfe des Dominikanerordens wiederaufgebaut.
Das Fest von Mar Oraha wird zweimal in diesem Kloster abgehalten: Am ersten Sonntag der Großen Fastenzeit und am zweiten Sonntag nach Ostern.